# … aber Jonny!
… aber Jonny! ist eine deutsche Filmkomödie aus dem Jahr 1973 von Alfred Weidenmann mit Horst Buchholz in der Titelrolle.

## Handlung
Jonny ist ein attraktiver, junger Mann, der eigentlich Lehrer werden möchte. Da seine moderne Berufsauffassung von Erziehung und Bildungsvermittlung nicht unbedingt den Grundsätzen der staatlichen Prüfungskommission entspricht, gerät er bei der Lehrerprüfung prompt in Konflikt mit seinem zukünftigen Arbeitgeber und schmeißt in einem Anfall von Unbeherrschtheit kurzerhand alles hin. Zu allem Überfluss verlässt ihn auch noch seine Dauerfreundin Ursula. Nun steht Jonny ohne Einkommen und Frau da. Da bald das Geld knapp wird, benötigt er dringend eine Berufsalternative. Dem etwas windigen Gerichtsvollzieher Frantzen, der Jonny mit einem Pfändungsbescheid rasch auf die Pelle rückt, kommt daraufhin eine, wie er meint, blendende Idee. Aus diesem Aussehen und diesem Körper müsste Jonny, der ein wahrer „Ladies Man“ ist, doch Kapital schlagen können! Warum also soll der Beau nicht sein Geld als Callboy verdienen? Anfangs hält Jonny dies für eine Schnapsidee. Das hindert Frantzen, einen Mann ungewöhnlicher Einfälle, aber nicht, sofort eine Anzeige in einer Tageszeitung zu schalten, in der er Jonnys physische Vorzüge preist. 
Als ihm die Frauen bald die Bude einrennen, kann Jonny dieser Möglichkeit, das Angenehme mit dem Nützlichen zu verbinden, doch einiges abgewinnen. Sein Schlag bei Frauen jeden Alters und jeder Herkunft führt zu ebenso seltsamen wie erotischen Begegnungen. Die Damen stehen Schlange; die vernachlässigte Upperclass-Gattin befindet sich ebenso darunter wie etwa das Mauerblümchen mit Brille, das bislang von der Männerwelt geflissentlich übersehen wurde. Des großen Jonnys kleiner Jonny entzückt regelmäßig die Damenwelt. Einmal jedoch muss der gescheiterte Lehramtsanwärter passen, da er sich trotz seiner unbegrenzten Libido seiner Verantwortung nicht entziehen will: Ein minderjähriges Mädchen, eine Schülerin, will gleichfalls Jonnys „Dienste“ für ihr „erstes Mal“ in Anspruch nehmen. Während sie bereits in seinem Bett liegt, macht er der barbusigen Blondine auf sehr fürsorgliche Weise klar, dass er nicht mit ihr schlafen könne und werde. Es wird dennoch für beide eine harmonische und muntere Begegnung. 
Eines Tages kommt dem professionellen Frauenbeglücker die Liebe in die Quere. Sie heißt Monika Winkler und ist so ganz anders als die anderen Frauen, mit denen es der begehrte Callboy bislang zu tun hatte. Zwischen dem Callboy und der brünetten Journalistin, die über ihn einen Artikel schreiben möchte, entwickeln sich im Laufe mehrerer Begegnungen tiefergehende Gefühle. Als es für Jonny zum ersten Mal richtig ernst wird und er sich mit dem Gedanken trägt, Monika zuliebe wieder aus dem Beruf auszusteigen, sieht Frantzen seine Felle davonschwimmen. Als Geschäftspartner vom 'Modell Jonny', das auch ihn reich gemacht hat, lässt er sich einiges einfallen, um Jonny auch weiterhin bei der Stange zu halten.

## Produktionsnotizen
… aber Jonny! entstand in der zweiten Jahreshälfte 1972 in Norddeutschland, passierte am 29. März 1973 die FSK-Prüfung und wurde am 2. Mai 1973 uraufgeführt. Die Filmbauten entwarf Olaf Ivens. Der Film wurde auch (im Fernsehen) unter dem Titel Der Callboy gezeigt.

## Kritik
„Unterhaltsame Komödie, die das frivole Thema ironisch-humorvoll abhandelt.“

„Komisch, frech und witzig.“

„Ein Lustspiel von erfrischender Leichtigkeit.“

„Horst Buchholz – eine Idealbesetzung, Herbert Fleischmann – ein gleichwertiger Partner.“